# Laplap

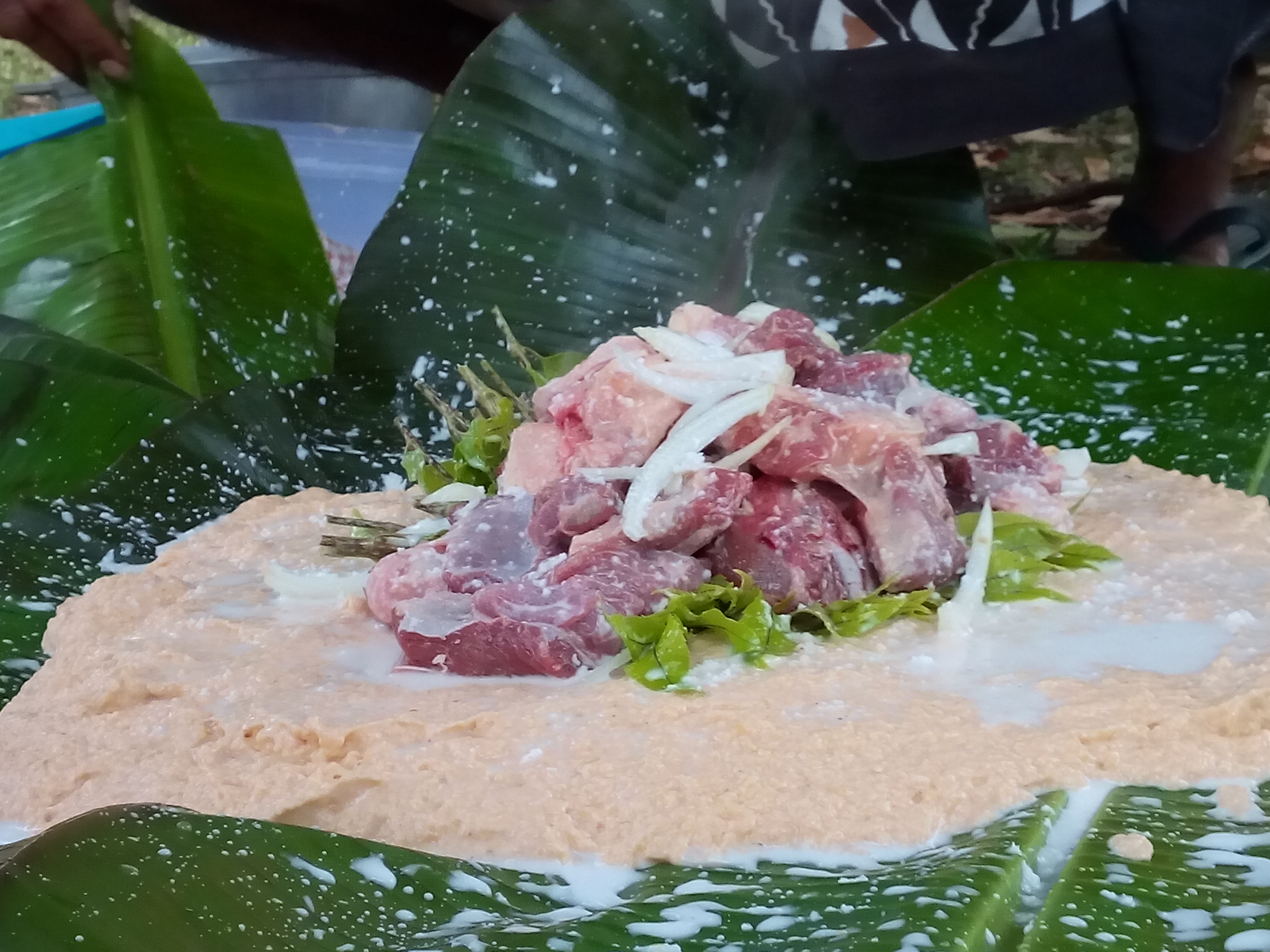
Un laplap posé sur une feuille de bananier, avant sa cuisson.

Le laplap (parfois orthographié lap lap ou Lap-Lap) est un plat traditionnel du Vanuatu à base d'igname ou de taro, de lait de coco et parfois de viande.

## Histoire
Le laplap est un plat traditionnel consommé au Vanuatu depuis plusieurs siècles. Il apparaît dans plusieurs légendes, notamment liées à la vie du chef Roymata : mata signifiant « mal cuit », il aurait hérité de ce nom à cause d'un laplap raté.
Il reste aujourd'hui très consommé au Vanuatu, où il est considéré comme le plat national,.

## Préparation
Le laplap est traditionnellement préparé par les femmes (contrairement à un plat assez proche, le nalot, plutôt réservé aux hommes) et demande plusieurs heures de préparation.
Il est préparé à partir de tubercules écrasés, principalement de l’igname ou du taro (moins souvent du manioc ou de la patate douce), mélangés à du lait de coco pour en faire une pâte. La préparation est enveloppée dans une feuille de taro ou de bananier pour être cuite à l’étouffée, pendant environ une heure, généralement dans un four traditionnel creusé dans le sol. Pour les occasions particulières, on ajoute de la viande avant la cuisson : porc, poulet, bœuf, roussette ou poisson. Il existe différentes manières de le cuisiner selon les régions et il peut prendre différents aspects selon la forme des feuilles utilisées comme enveloppe et la manière dont elles sont pliées.
Durant les grandes occasions, le laplap est traditionnellement servi dans des plats en bois, pour lesquels il existe une grande variété de motifs sculptés. Il peut être préparé en grosses portions à partager, ou en petites portions individuelles.